# Helicodiceros
Helicodiceros — монотипный род семейства Ароидные (Araceae), включающий единственный вид многолетних травянистых растений Helicodiceros muscivorus.

## Ботаническое описание
Клубневое травянистое растение до 75 см высотой, формирующее подушки.
Клубень 5—14 см длиной, 2,5—6,5 см шириной, в незрелом виде одиночный.
Ложный стебель 25—50 см высотой, 2—4,5 см толщиной, неясный, являющийся частью цветоножки, от бледно- до сизовато-зелёного, с большими от фиолетово-коричневых до зеленовато-коричневых зубчатыми пятнами, особенно на влагалищах листьев.
Листья 10—35 см длиной, 6—20 см шириной, от бледно- до сизовато-зелёных.

### Соцветие
Соцветие 15—45 см длиной, с отчётливым запахом гниющей рыбы, экскрементов или падали в момент  открытия, частично закрытое ложным стеблем, видимая часть 2—15 см длиной, 1—2 см толщиной, от бледно- до сизовато-зелёного.
Трубка покрывала 5—11 см длиной, 3—6 см шириной, продоговатая, крепко свёрнутая, снаружи бледно-зелёная, с зубчатыми от коричнево-зелёных до зеленовато-фиолетовых заплатками, внутри бледно-зелёная с фиолетовым оттенком, с ярко-фиолетовыми продольными гребнями и очень плотными, щетинкоподобными, согнутыми, ярко-фиолетовыми волосками у входа. Свободная часть покрывала 10—40 см длиной, 8—34 см шириной, продолговато-овальная, от острой до заострённой, внутри бледно-зелёного цвета, с плотным тёмно-розовыми оттенком и пятнами, с опушением от густого до редкого, волоски ярко-фиолетовые, согнутые, значительно плотнее у основания и около входа в трубку.
Початок 13—43 см длиной; придаток початка 10—38 см длиной, 1,5—2,5 см толщиной, на ножке, от тонкого до несколько массивного, цилиндрически-веретенообразный, бледно-кремовый, с ярко-фиолетовыми пятнами.
Пестичные цветки расположены в продолговатой зоне 1,5—3 см длиной, 5—15 мм шириной; завязь продолговатая, 2—3,3 мм длиной, 1,5—2 мм шириной, от бледно-кремовой до очень бледно-зелёной; область столбика бледно-фиолетовая; рыльце 0,5—0,75 мм длиной, около 0,3 мм шириной, кремовое. Тычиночные цветки располагаются в более-менее продолговатой зоне 1,5—2,5 см длиной, 1,5—2 см шириной; пыльники 1,5—2,5 мм длиной, 0,75—1,5 мм шириной, ярко-фиолетовые.

### Плоды
Соплодия 5—12 см длиной, 2,5—7 см шириной, состоящее из примерно 60 ягод. Ягоды от обратнояйцевидных до шаровидно-эллипсоидных, 3,5—7 мм длиной, 3—5 мм шириной, в зрелом виде оранжево-красные. Семена широкояйцевидные, 4 мм в диаметре, коричневого цвета.
Число хромосом 2n=56.

## Распространение и экология
Встречается на островах Средиземного моря (Балеарские, Корсика и Сардиния).
Растёт на скалистых склонах, утёсах вблизи моря, на высоте от 25 до 250 м над уровнем моря. Растение прорастает в трещинах среди скал из клубней, находящихся ниже валунов. Сапрофильное растение. Часто соседствует с колониями чаек и с сопровождающими их мухами и жуками, являющимися главными опылителями этого растения.